# Tampa Bay Buccaneers
Tampa Bay Buccaneers (často zkráceně Bucs) je profesionální klub amerického fotbalu, který sídlí v Tampě ve státě Florida. V současné době je členem South Division (Jižní divize) National Football Conference (NFC, Národní fotbalové konference) National Football League (NFL, Národní fotbalové ligy). Buccaneers rozšířili řady NFL spolu se Seattle Seahawks v roce 1976. První sezónu odehráli v divizi AFC West, ale pak si se Seahawks prohodili divize, a odešli do NFC Central. Klub vlastní Malcolm Glazer a domácí utkání hraje na Raymond James Stadium v Tampě.
Od historicky prvního startu v září 1976 do prosince 1977 si Tampa připsala 26 utkání za sebou bez vítězství. Po krátkém úspěšném období na konci 70. a začátku 80. let následovalo 14 za sebou jdoucích sezón se zápornou bilancí. Poté se Buccaneers zvedli a 10 let byli častými účastníky play-off, přičemž v sezóně 2002 vybojovali Super Bowl proti Oakland Raiders. Také se stali prvním expanzním týmem po sloučení NFL a AFL, který získal divizní titul, vyhrál utkání play-off, a hostil a hrál finále konference, to všem v sezóně 1979. V roce 2010 se stali prvním týmem, který zaznamenal aktivní bilanci vítězství a porážek s deseti a více startujícími nováčky.
Hráčem Tampa Bay Buccaneers byl první český hráč amerického fotbalu v profesionální soutěži NFL Miroslav Rödr (Mirro Roder).

## Hráči

### Hráči
- 1995 – Lee Roy Selmon
- 2005 – Steve Young
- 2009 – Randall McDaniel
- 2013 – Warren Sapp
- 2014 – Derrick Brooks
- 2015 – Tim Brown

### Funkcionáři
- Ron Wolf - generální manažer
- Tony Dungy - trenér

### Vyřazená čísla
- 55: Derrick Brooks
- 63: Lee Roy Selmon
- 99: Warren Sapp

### Draft
Hráči draftovaní v prvním kole za posledních deset sezón:
| Rok  | Pořadí | Jméno hráče             | Pozice              | Univerzita                                   |
| 2010 | 3      | Gerald McCoy            | Defensive tackle    | University of Oklahoma                       |
| 2011 | 20     | Adrian Clayborn         | Defensive end       | University of Iowa                           |
| 2012 | 7 31   | Mark Barron Doug Martin | Safety Running back | University of Alabama Boise State University |
| 2013 |        | nikdo                   |                     |                                              |
| 2014 | 7      | Mike Evans              | Wide receiver       | Texas A&M University                         |
| 2015 | 1      | Jameis Winston          | Quarterback         | Florida State University                     |
| 2016 | 11     | Vernon Hargreaves       | Cornerback          | University of Florida                        |
| 2017 | 19     | O. J. Howard            | Tight end           | University of Alabama                        |
| 2018 | 12     | Vita Vea                | Defensive end       | University of Washington                     |
| 2019 | 5      | Devin White             | Linebacker          | Louisiana State University                   |